# پرتگاه‌های اسکاربرو

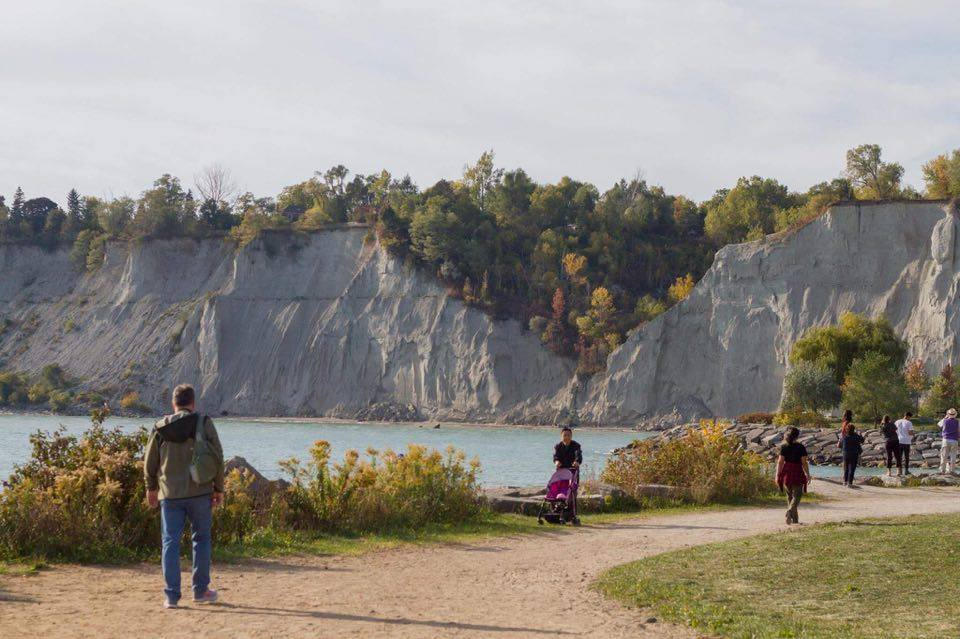
پرتگاه اسکاربرو از پارک بلوفرز دیده می‌شود.

پرتگاه‌های اسکاربرو (انگلیسی: Scarborough Bluffs) یک دیواره در ناحیه اسکاربرو، تورنتو تورنتو، انتاریو، کانادا است. نه پارک در امتداد بلوف‌ها وجود دارد که پارک بلوفرز تنها پارکی است که ساحل دارد. پرتگاه‌های اسکاربرو که قسمت اعظم بخش شرقی کنار آب تورنتو را تشکیل می‌دهد، بر فراز خط ساحلی دریاچه انتاریو قرار دارد. در بلندترین نقطه، این پرتگاه ۹۰ متر (۳۰۰ فوت) از خط ساحلی بالا می‌رود و طول آن ۱۵ کیلومتر (۹٫۳ مایل) است.